# ابراهیم بابانگیدا
ابراهیم بابانگیدا (انگلیسی: Ibrahim Babangida؛ زادهٔ ۱۷ اوت ۱۹۴۱) پرسنل نظامی و سیاستمدار اهل نیجریه است. وی از ۲۷ اوت ۱۹۸۵ تا ۲۶ اوت ۱۹۹۳ رئیس‌جمهور این کشور بود.